# Fairview Cemetery
Le Fairview Cemetery est un cimetière américain à Santa Fe, dans le comté de Santa Fe, au Nouveau-Mexique. Doté d'éléments d'architecture employant le style Pueblo Revival, il est inscrit au New Mexico State Register of Cultural Properties depuis le 8 octobre 2004 et au Registre national des lieux historiques depuis le 20 janvier 2005.